# Edson Wander
Edson Wander, nome artístico de Edson de Araújo Cavalcanti Filho (Recife, 24 de dezembro de 1945 – Volta Redonda, 24 de outubro de 2024) foi um cantor brasileiro.

## Vida
Edson começou a cantar muito cedo, ainda criança, influenciado por nomes como Vicente Celestino e Orlando Silva. Porém tudo mudou quando ouviu o recém-lançado "É Proibido Fumar", terceiro disco de Roberto Carlos, e resolveu investir na carreira de Rock 'N' Roll.
Inicou sua carreira profissional em 1966, no Rio de Janeiro, apadrinhado pelo cantor Wanderley Cardoso (o sobrenome artístico Wander vem de Wanderley, uma sugestão do também cantor Luís Fabiano). Fez sucesso com as músicas "Tu", "Jovem Triste", "Areia No Meu Caminho", entre outras do seu primeiro disco, "Canto Ao Canto de Edson Wander" Além de ter sido amigo de Evaldo Braga que escreveu a música "Areia No Meu Caminho" Edson conheceu Evaldo Braga antes da fama quando viu Evaldo Braga ele era ainda engraxate e Edson era ainda Edinho Cavalcanti (selo Copacabana Discos, 1968).
Lançou quatro discos entre 1968 e 1988, além de quatorze compactos, entre 1966 e 1985. Posteriormente, em 1995, começou a gravar CDs independentemente, tendo seis discos lançados, sendo cinco no estilo Brega, um de canções Evangélicas e uma coletânea.
Conheceu a grande maioria dos músicos brasileiros da década de 60/70, e foi amigo de Raul Seixas, Tim Maia, Fábio, Sérgio Sampaio e Edy Star. Conheceu Jimmy Cliff, Janis Joplin e ainda lançou Sandra de Sá no mercado musical.
Em 1976 lançou sua primeira obra psicodélica mesmo aproveitando tardiamente um movimento que teve seu auge no final dos anos 60 ele conseguiu nos surpreender mais uma vez ele conseguiu demonstrar extrema versatilidade vocal e musical utilizando o que havia de mais moderno na época em termos de tecnologia, o álbum por não se tratar de nada muito comercial encalhou nas lojas mas se tornou item de colecionador dos amantes do rock 'n' roll.
Faleceu no dia 24 de outubro de 2024, no "Hospital Regional do Médio Paraíba Doutora Zilda Arns Neumann", no município de Volta Redonda, Rio de Janeiro, aos 78 anos.

### A polemica sobre sua paternidade em relação ao cantorEduardo Costa
Em julho de 2023, Edson Wander disse entrevista ao programa Balanço Geral, da Record TV, em julho de 2023 que era o verdadeiro pai do cantor Eduardo Costa; fato este que teve ampla repercussão nas mídias nacionais. Na entrevista, Edson Wander afirmou que a data de nascimento de Eduardo Costa coincide com a de um show que ele fizera nove meses antes na cidade de Abre Campo, Minas Gerais, quando veio a conhecer a mãe de Eduardo. O cantor Edson Wander também disse que o nome verdadeiro de Eduardo Costa, Edson Vander, seria uma homenagem a ele. Edson reivindicava um exame de DNA, para comprovar sua paternidade, e afirmava também não querer obter bens materiais em suas aspirações.
Todavia, na época, a mãe de Eduardo Costa refutou tais alegações do cantor e prometeu processá-lo; ainda afirmou que o cantor Edson Wander não era o verdadeiro pai de Eduardo Costa.